# Halifax Citadels
Die Halifax Citadels waren ein kanadisches Eishockeyfranchise der American Hockey League aus Halifax, Nova Scotia. Die Spielstätte der Citadels war das Halifax Metro Centre.

## Geschichte
1988 wurde das AHL-Farmteam der Québec Nordiques gegründet, nachdem diese die Fredericton Express von Fredericton, New Brunswick nach Halifax, Nova Scotia umgesiedelt hatten. Der Name des Franchise bezieht sich auf ein Fort in der Umgebung von Halifax. Mit dem Umzug des Franchise wurde die Lücke geschlossen, die die Nova Scotia Oilers mit ihrem Umzug 1988 hinterlassen hatten.
In den ersten beiden Spielzeiten erreichte Halifax jeweils die Playoffs, schied allerdings bereits in der Best-of-Seven-Serie aus. Zunächst scheiterte man 1988/89 deutlich mit 0:4 an den Moncton Hawks, ein Jahr später unterlag man den Sherbrooke Canadiens mit 2:4. In den letzten drei Spielzeiten ihres Bestehens, konnte die Mannschaft nicht wieder an die Anfangserfolge anknüpfen und verpasste jeweils die Playoffs. Den Tiefpunkt stellte die Saison 1991/92 dar, als die Citadels nur 67 Punkte holten und Fünfter in ihrer Division wurden.
Im Jahr 1993 wurde das Franchise nach Cornwall, Ontario umgesiedelt, wo es als Cornwall Aces weiter als Farmteam der Nordiques in der AHL diente. Die Lücke, die der Weggang der Citadels hinterließ, wurde 1994 von den Halifax Mooseheads aus der QMJHL geschlossen.

## Team-Rekorde

### Karriererekorde
Spiele: 256  Mark Vermette
Tore: 121  Mark Vermette
Assists: 110  Mark Vermette
Punkte: 231  Mark Vermette
Strafminuten: 920  Greg Smyth

## Ehemalige Trainer
- Robbie Ftorek

## Ehemalige Spieler
- Tommy Albelin
- Niklas Andersson
- Shawn Anderson
- Jamie Baker
- Don Barber
- Denis Chassé
- Daniel Doré
- Mario Doyon
- Stéphane Fiset
- Adam Foote
- Marc Fortier
- Mario Gosselin
- Jari Grönstrand
- Miroslav Ihnačák
- Iiro Järvi
- Claude Julien
- Dave Karpa
- Jon Klemm
- Dan Lambert
- David Latta
- Curtis Leschyshyn
- Steve Maltais
- Ryan McGill
- Mike McKee
- Stéphane Morin
- Dwayne Norris
- Dave Pichette
- Martin Ručínský
- Brent Severyn
- Chris Simon
- Anton Šťastný
- Ron Tugnutt
- Mark Vermette